# Parc de Pokkinen
Le parc de Pokkinen (finnois : Pokkisenpuisto) est un parc du fossé situé dans le quartier de Pokkinen à Oulu en Finlande. 

## Présentation
Le fossé se déverse dans l'estuaire du fleuve Oulujoki au niveau du parc de Pokkinen. 
A l'extrémité du fossé, il y avait l'ancien port d'Oulu qui sera transféré à Toppila au XVIIIe siècle. 
Historiquement, le parc est l'un des premiers parcs des fossés de la ville d'Oulu. 
Le parc Pokkisenpuisto abrite une sculpture d'Oskari Jauhiainen, nommée Kalasääski ja lohi, qui est la première fontaine sculptée d'Oulu. 
La sculpture a été dévoilée en 1960.
Le parc est traversé par un sentier de randonnée populaire allant de la place du marché au parc des îles Hupisaaret. Le pont piétonnier enjambant le fossé a été construit dans les années 1970. 
Il y a une petite chute d'eau au niveau du pont.
Le parc de Pokkinen est situé entre le fleuve Oulujoki et le Parc Madetoja.

## Vues du parc

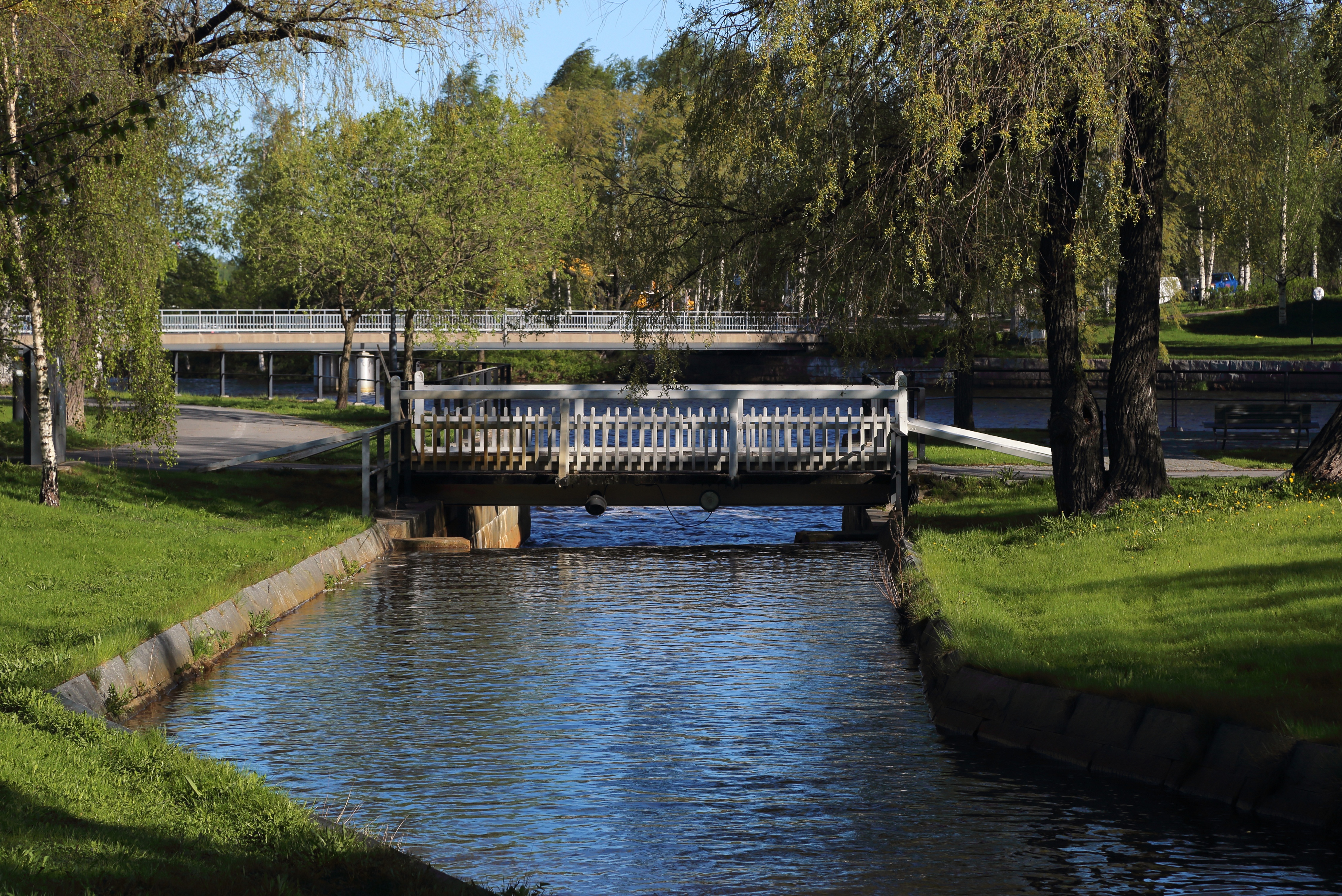
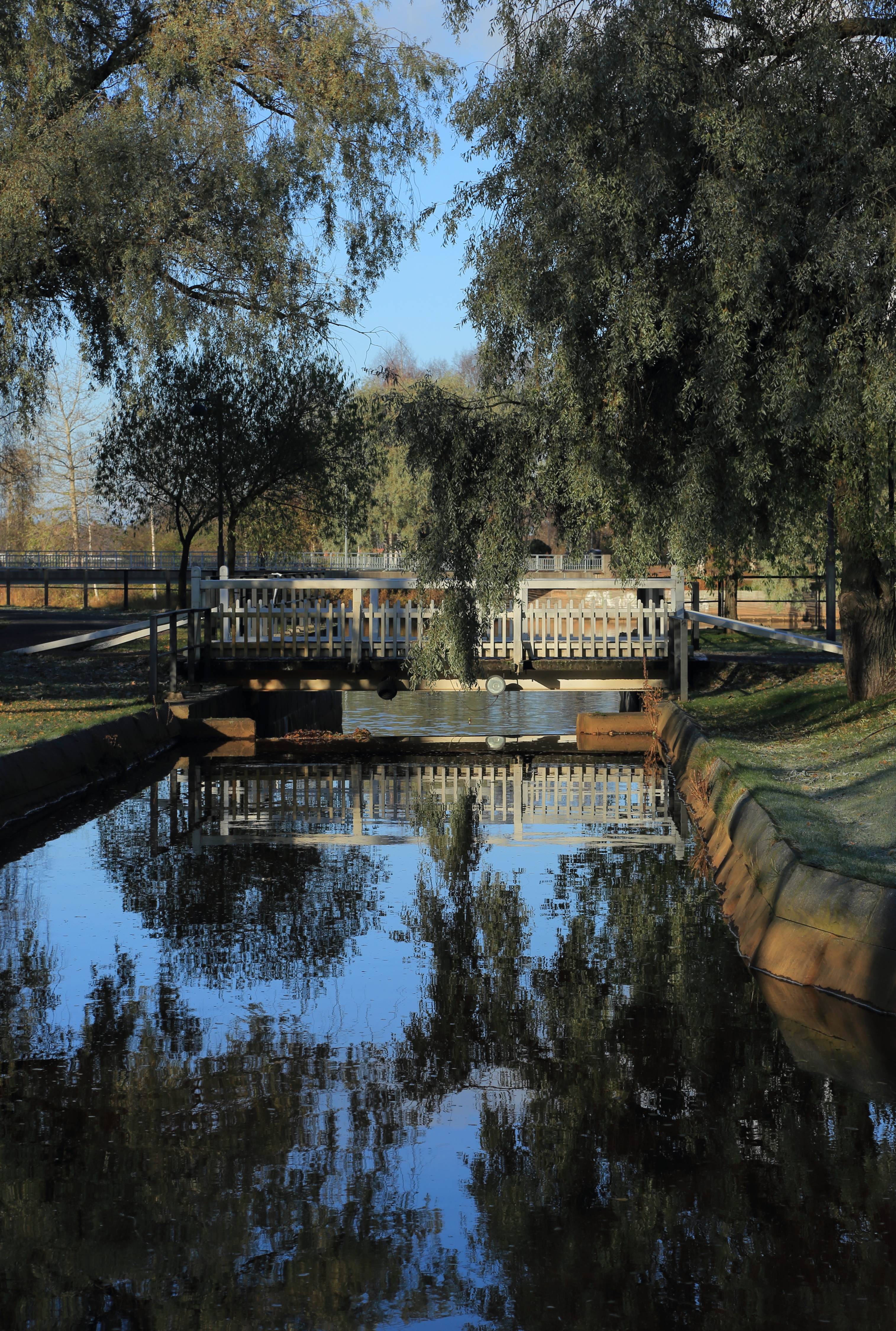
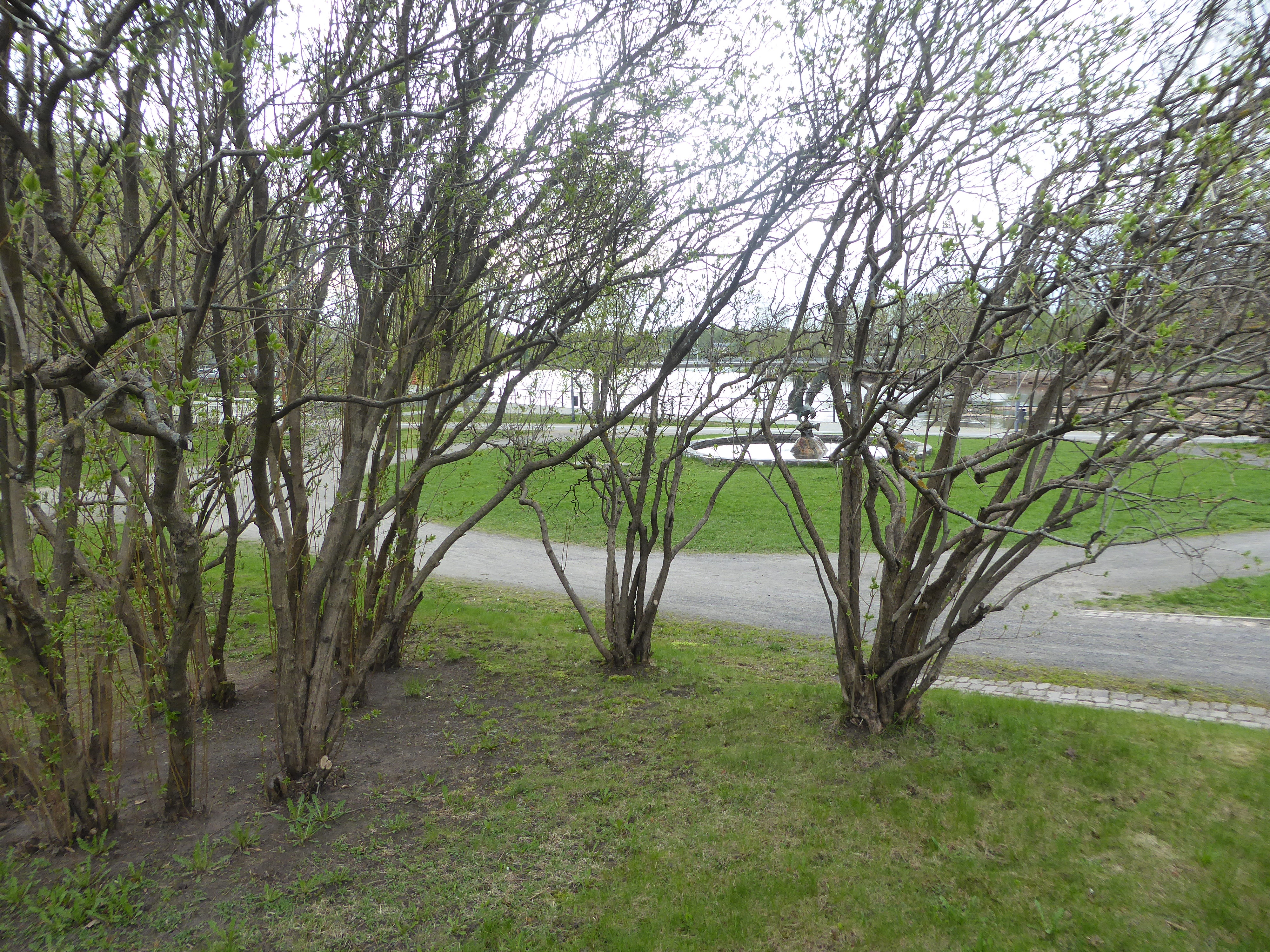
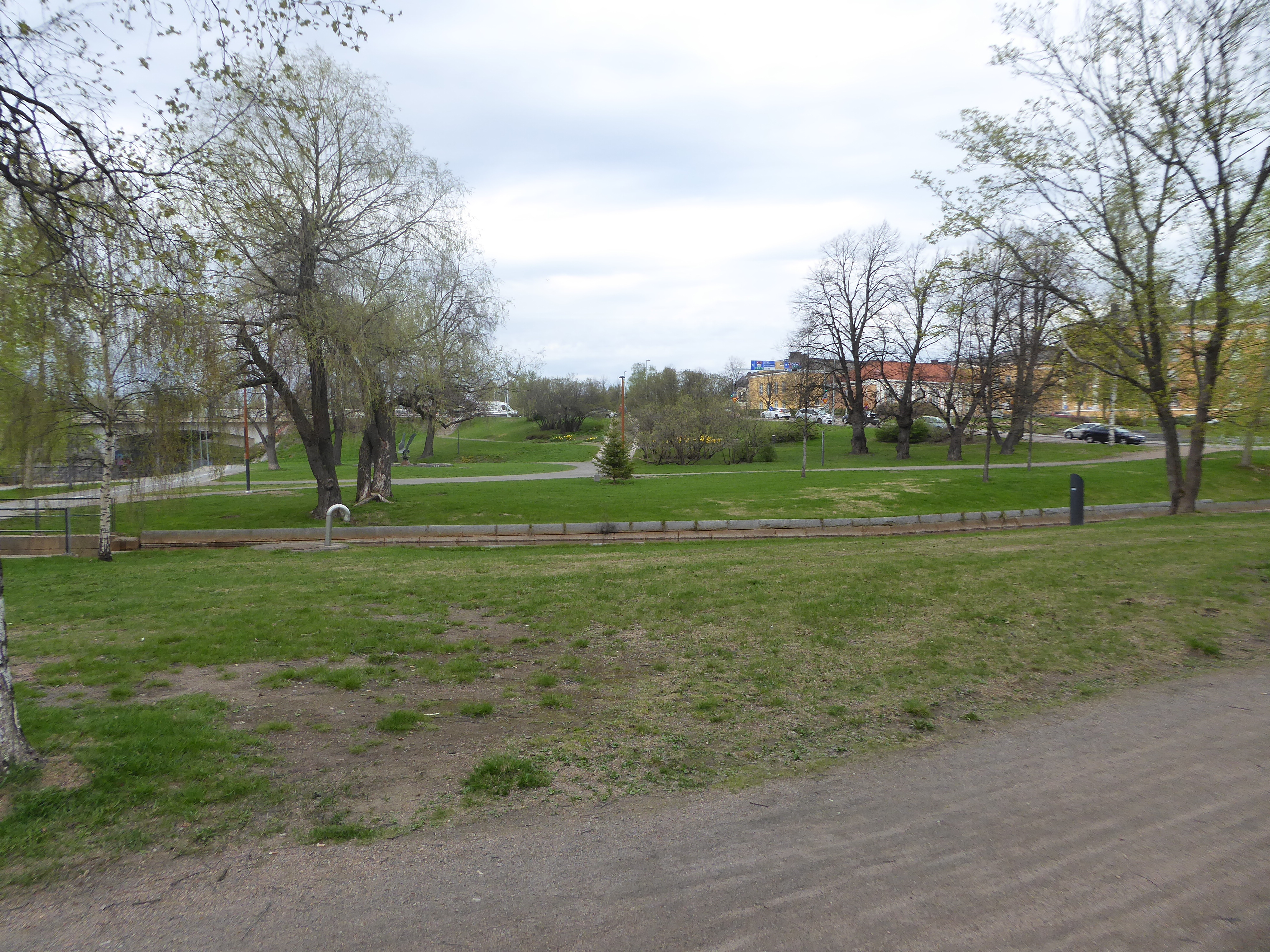